# الكأس الذهبية لكرة القدم تحت 15 سنة
بطولة الكأس الذهبية تحت 15 سنة هي مسابقة كرة قدم تابعة للكونكاكاف .
جرت المنافسة للمرة الأولى في عام 2013.
| عام                                   | مضيف                                   | بطل                                 | 2nd مكان                            | المركز الثالث                       | المركز الرابع                       |
| بطولة الكأس الذهبية لأقل من 15 عامًا   | بطولة الكأس الذهبية لأقل من 15 عامًا    | بطولة الكأس الذهبية لأقل من 15 عامًا | بطولة الكأس الذهبية لأقل من 15 عامًا | بطولة الكأس الذهبية لأقل من 15 عامًا | بطولة الكأس الذهبية لأقل من 15 عامًا |
| ------------------------------------- | -------------------------------------- | ----------------------------------- | ----------------------------------- | ----------------------------------- | ----------------------------------- |
| 2013 تفاصيل                           | وصلة=\|حدود جزر كايمان                 | وصلة=\|حدود هندوراس                 | وصلة=\|حدود غواتيمالا               | وصلة=\|حدود السلفادور               | وصلة=\|حدود برمودا                  |
| بطولة الكأس الذهبية للبنين تحت 15 سنة |                                        |                                     |                                     |                                     |                                     |
| 2017 تفاصيل ‏                          | وصلة=\|حدود الولايات المتحدة الأمريكية | وصلة=\|حدود المكسيك                 | وصلة=\|حدود الولايات المتحدة        | وصلة=\|حدود كندا · وصلة=\|حدود بنما | وصلة=\|حدود كندا · وصلة=\|حدود بنما |

## روابط خارجية
- الكأس الذهبية تحت 15 سنة ، موقع الكونكاكاف